# Søren Espersen
Søren Peder Espersen (født 20. juli 1953) er en dansk politiker, journalist og forfatter, der siden 8. februar 2005 har været medlem af Folketinget. Han har repræsenteret Danmarksdemokraterne i Folketinget siden 18. august 2022. Tidligere tilhørte han Dansk Folkeparti indtil han efter 27 års medlemskab meldte sig ud i juni 2022. Den 17. august 2022 annoncerede Inger Støjberg at Søren Espersen opstilles som folketingskandidat for Danmarksdemokraterne i Sydjyllands Storkreds.

## Biografi
Søren Espersen voksede op i Svenstrup i Himmerland, som søn af Peder Christian Espersen (1906-1995) og hustru Inger Lund (1915-2004). Efter studentereksamen fra Hasseris Gymnasium i 1973 og aftjent værnepligt ved Søværnet studerede han teologi ved Københavns Universitet i nogle år, før han skiftede til Danmarks Journalisthøjskole, hvor han blev færdiguddannet som journalist i 1980. Han arbejdede herefter blandt andet for B.T. 1980-1988 og Billed-Bladet 1992-1996. I 1997 blev han pressechef for Dansk Folkeparti i København. Espersen var i årene 2001-2005 medlem af bestyrelsen for Danmarks Radio.
Faderen var skoleinspektør og kirkesanger, og barndomshjemmet var grundtvigiansk og præget af sang og musik. Espersen var i sine ungdomsår med i Venstresocialisterne i Aalborg, men forlod partiet allerede i gymnasiet på grund af uenigheder om Israel. I 1981 blev han gift med Yvette Kim Fay, englænder og Dansk Folkepartis reklametegner. I årene 1988-1992 boede parret i London i England, hvor han arbejdede som freelance-journalist. Privat er parret bosiddende ved landsbyen Køng i Sydsjælland. Espersen har fem børn.

### Injuriesag
Det LO-ejede ungdomsblad TJECK Magazine skrev i november 2001 at Søren Espersen var et såkaldt B-medlemskab hos de danske nynazister, DNSB, fra 1988-1992. Ved Østre Landsrets dom den 24. februar 2004 fik han tilkendt en godtgørelse på 25.000 kroner samt tilkendt 10.000 kroner i omkostninger til offentliggørelse af, at udsagnene var kendt ubeføjede.

## Politisk virke
Søren Espersen har siddet i Folketinget, siden valget i 2005. Han var udenrigspolitisk ordfører, færøerneordfører og grønlandsordfører for Dansk Folkeparti 2005-2022 og forsvarsordfører 2020-2022. Han var formand for Det Udenrigspolitiske Nævn 2015-2019 og medlem af Folketingets Præsidium 2007-2012.
Han var medlem af Dansk Folkepartis gruppebestyrelse og gruppesekretær 2006-2022, samt politisk næstformand for Dansk Folkeparti 2012-2020.
Espersen forlod Dansk Folkeparti 25. juni 2022. Han var derefter løsgænger i Folketinget til 17. august 2022, hvor blev det annonceret at han fremover ville repræsentere Danmarksdemokraterne i Folketinget samt være folketingskandidat for partiet i Sydjyllands Storkreds.

## Holdninger

### Rigsfællesskabet
Espersen har deltaget ivrigt i debatten om grønlandsk selvstyre og om ejerskabet til Grønlands undergrund. Efter DR-programmet Flugten fra Grønland, som skildrede korruption og social elendighed i Grønland og blev sendt den 31. oktober 2007, foreslog han at sætte hjemmestyret under administration og sætte rigsrevisionen til at undersøge forholdene. Espersen udtalte tidligt i 2013, at Grønland bør stramme storskalaloven og at Grønland skal have royalties, før virksomheder udvinder råstoffer fra den grønlandske undergrund. Desuden mener han at det ville være ulykkeligt for Grønland, hvis det kommer til en hurtig selvstændighed.

### Islam
Søren Espersen er kendt for sin kritik af Islam. Han har tidligere udtalt at "Islam som religion – og ikke bare den politiske islamisme – er uforenelig med demokratiet".

### Kosovo
Søren Espersen mener at Vesten har svigtet Serbien og det serbiske mindretal i Kosovo, når Vesten tager parti for de muslimske kosovo-albanere. Blandt andet har han kritiseret NATO's bombardement af Serbien i 1999 og kaldt det "et omvendt korstog".

### Israel/Palæstina
Espersen er imod oprettelsen af en palæstinensisk stat, fordi han efter eget udsagn ikke mener, at verden har brug for endnu en arabisk stat, der ikke vil kunne bidrage med noget konstruktivt.